# Tectaria sasakii
Tectaria sasakii là một loài dương xỉ trong họ Tectariaceae. Loài này được Sasaki mô tả khoa học đầu tiên năm 1937.
Danh pháp khoa học của loài này chưa được làm sáng tỏ. 